# Амстелвен
Амстелвейн  (нід. Amstelveen) — громада і місто в Нідерландах, провінція Північної Голландії, входить у метрополію Амстердама.
Громада Амстелвейн складається безпосередньо з міста Амстелвейн, а також сел Бовенкерк, Вествейк, Нес-ан-де-Амстел, Аудеркерк-ан-де-Амстел (частково).
У Амстелвейні знаходиться штаб-квартира міжнародної аудиторської компанії KPMG, головний офіс ЛитТРРо.
Міста-побратими Амстелвена:
- Вокінг (Велика Британія)
- Вілла Ель-Сальвадор (Перу)
- Темпельгоф-Шенеберг (Німеччина)
- Обуда (Угорщина)

## Відомі особистості
В місті народилися:
- Ян Арнольдус Схаутен (1883—1971) — нідерландський математик.
- Йоханна Вестердейк (1883—1961) — нідерландська вчена ботанік, фітопатолог та міколог, перша жінка-професор в Нідерландах.
- Ян Петер Балкененде (* 1956) — нідерландський політик, прем'єр-міністр Нідерландів (2002-2010)
- Матс Валк (* 1996) — нідерландський спідкубер.
- Норберт Альблас (* 1994) — нідерландський футболіст.
- Роланд Бергкамп (* 1991) - нідерландський футболіст
- Фамке Янссен (* 1964) — нідерландська кіноакторка, сценаристка.

## Gallery

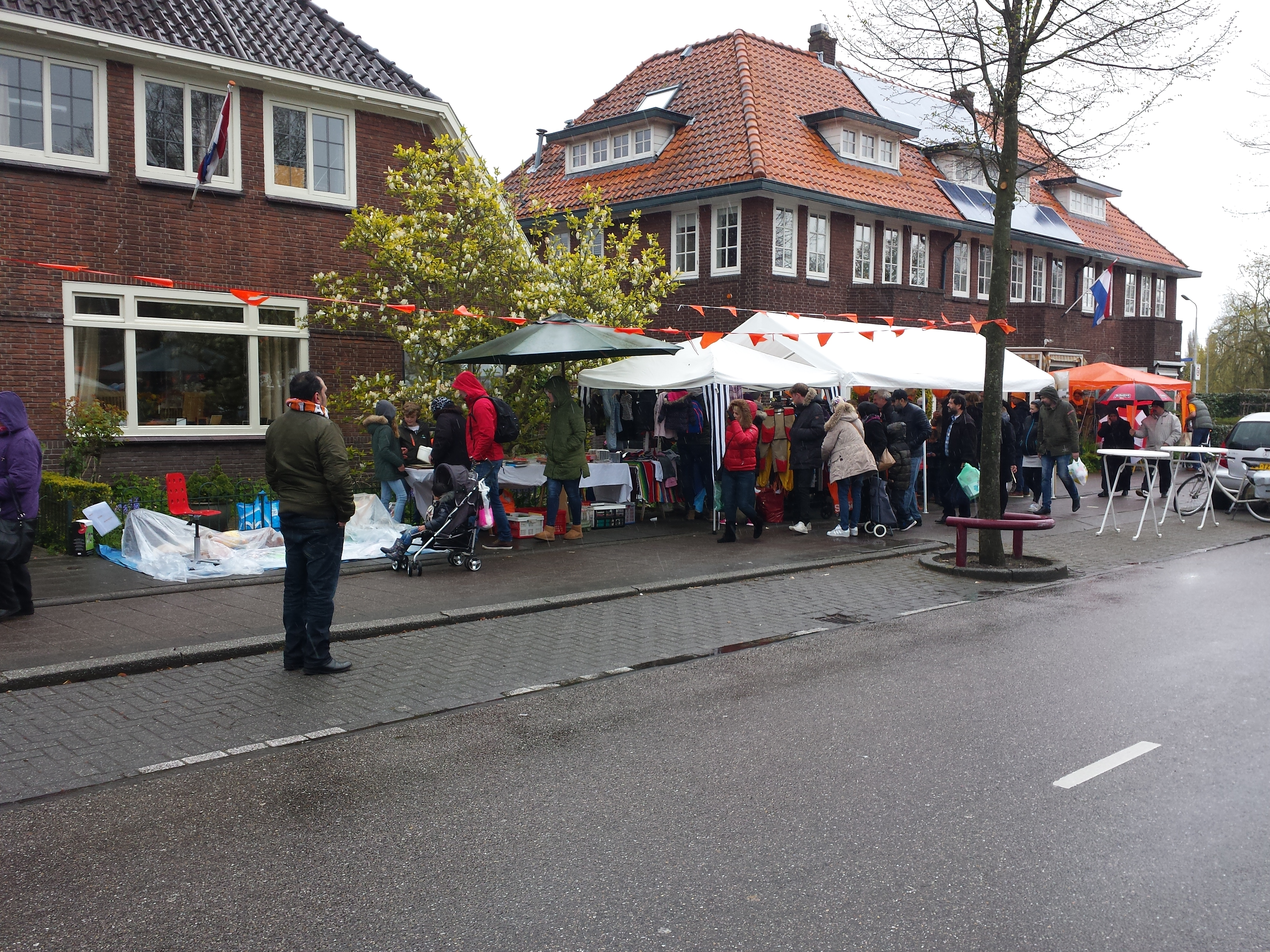
День Короля, 2016
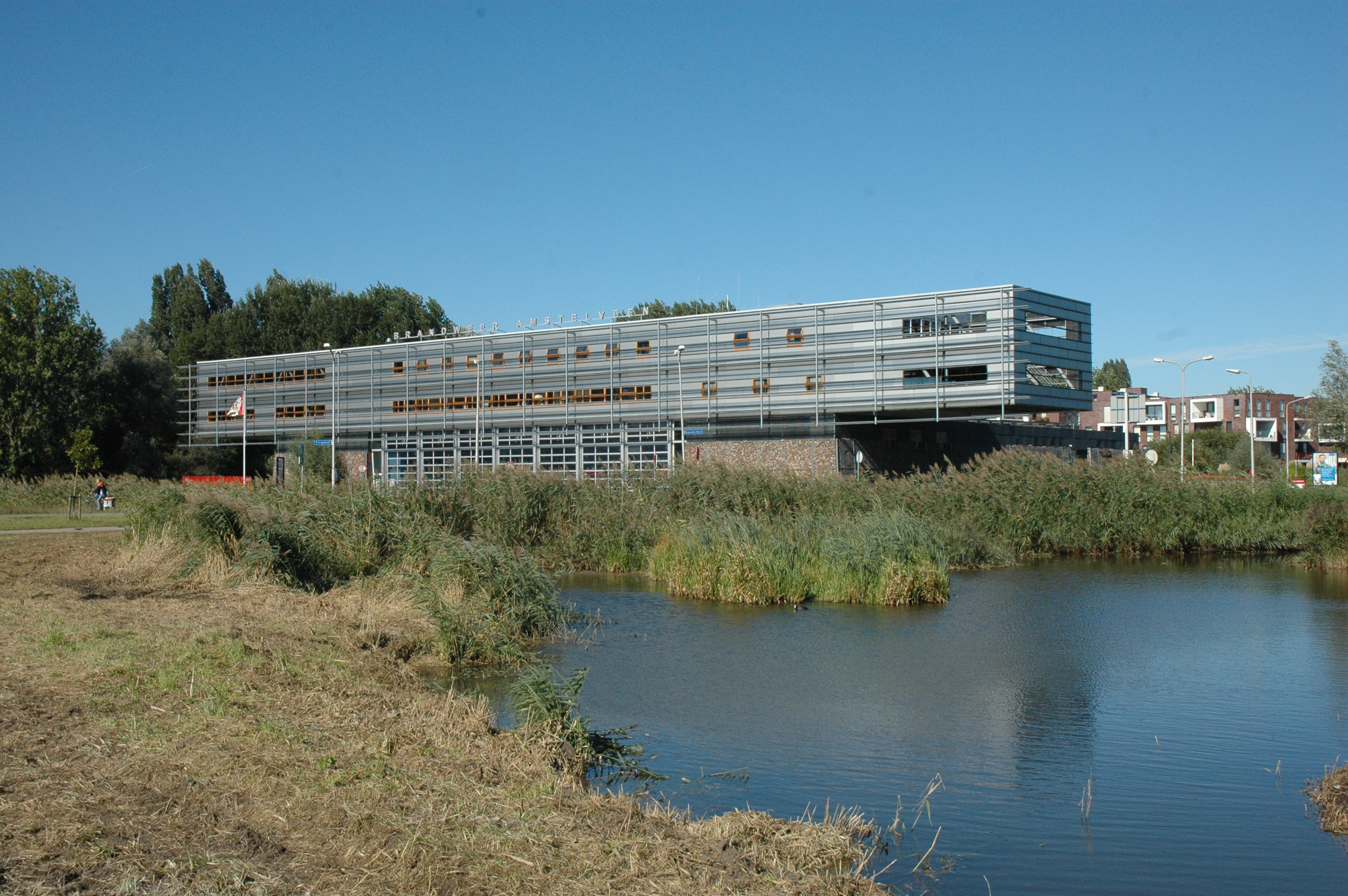
Офіс протипожежного департаменту
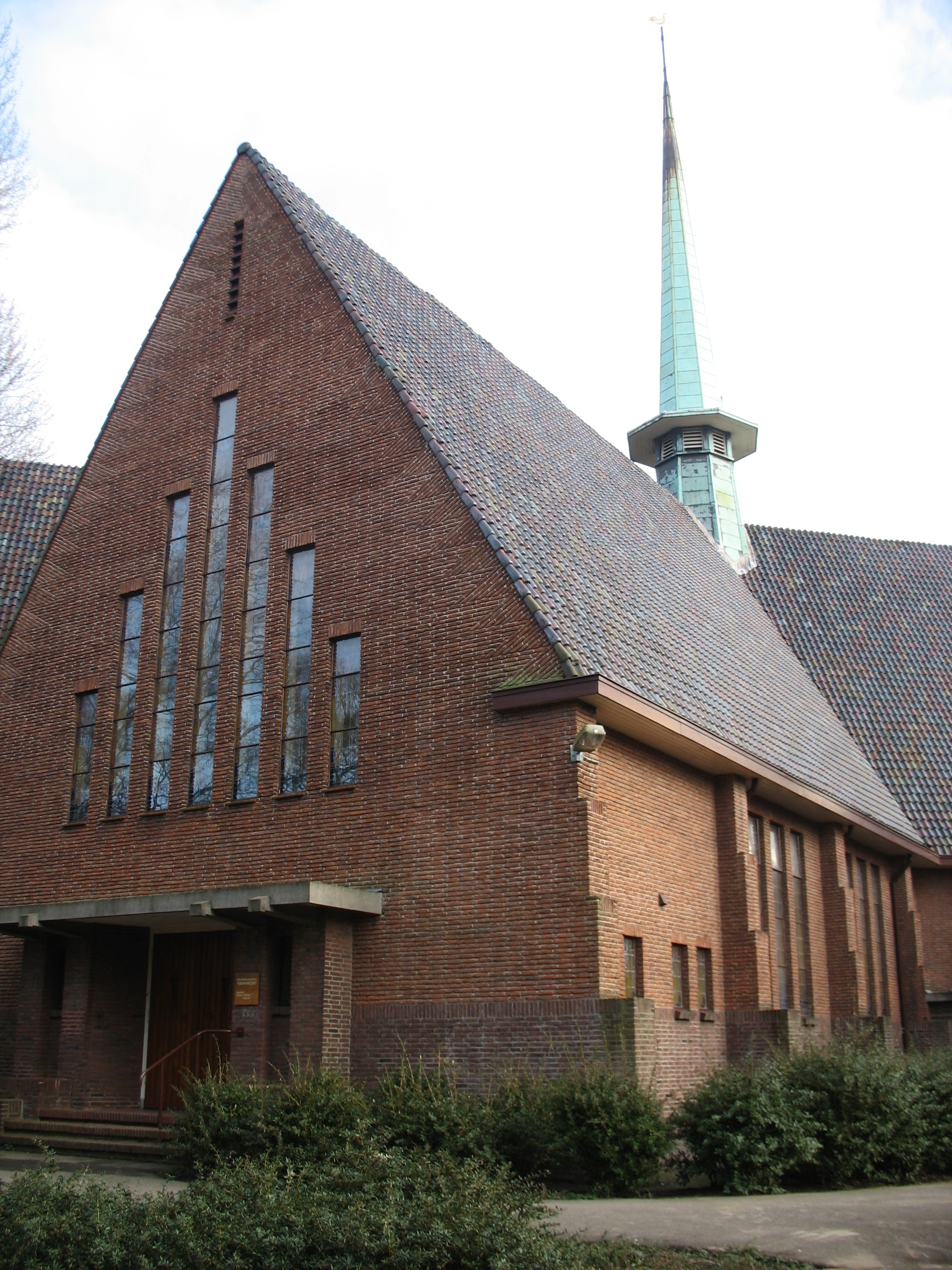
Церква Св. Павла
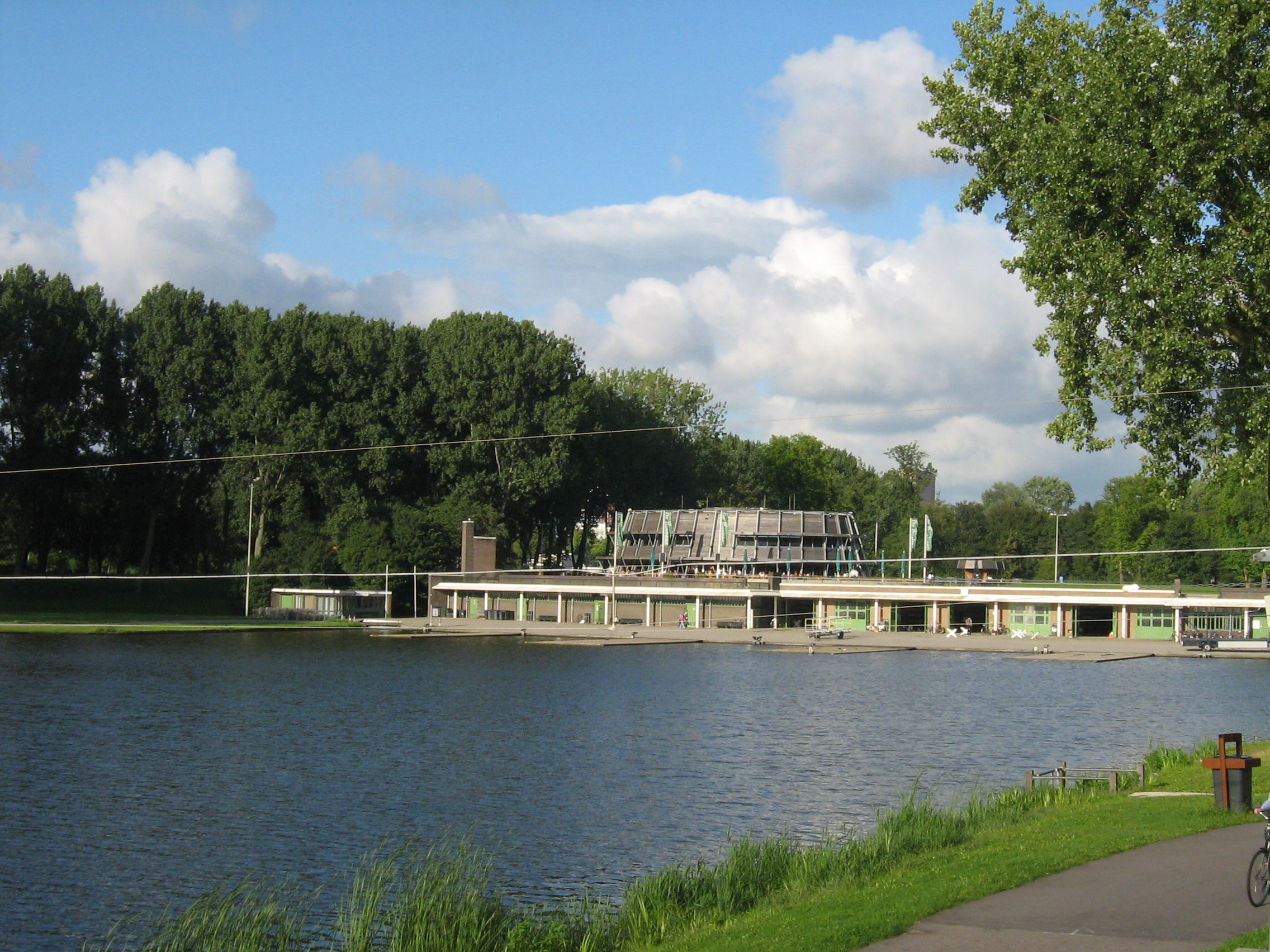
Човновий елінг Босбан
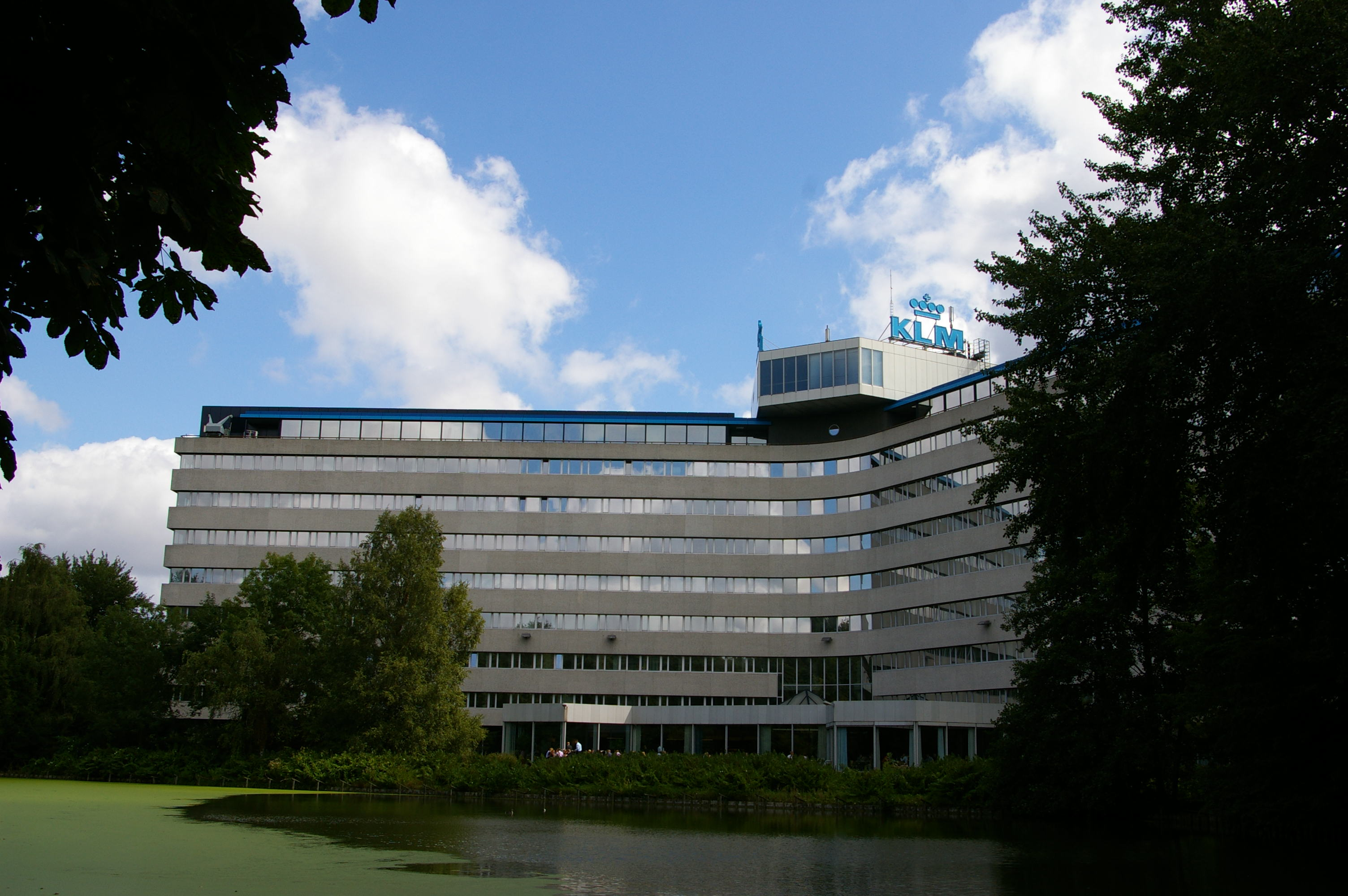
Головний офіс KLM